# Spoorlijn Dortmund - Gronau
De spoorlijn Dortmund - Gronau is een spoorlijn tussen de steden Dortmund en Gronau in de Duitse deelstaat Noordrijn-Westfalen. De lijn is als DB 2100 onder beheer van DB Netze.

## Geschiedenis
De lijn is aangelegd door de  spoorwegonderneming Dortmund-Gronau-Enscheder Eisenbahn. Deze onderneming bezat slechts één lijn van Dortmund via Lünen en Coesfeld naar Gronau en verder naar Enschede. In 1903 is de maatschappij door de staat Pruisen genationaliseerd.
Het traject werd door de Dortmund-Gronau-Enscheder Eisenbahn-Gesellschaft (DGE) in fases geopend.
Het traject van Eving naar Lünen is op 25 november 1874 geopend. Het gedeelte tussen Lünen en Dülmen op 15 juni 1875, tussen Dülmen en Coesfeld op 1 augustus 1875 en op 30 september 1875 werd het traject tussen Coesfeld en Gronau geopend. De verbinding tussen Dortmund en Eving volgde op 1 mei 1904.

## Treindiensten
De Deutsche Bahn verzorgt het personenvervoer op dit traject met ICE, IC en RB treinen. De Eurobahn verzorgt het personenvervoer op dit traject met RB treinen.
| Serie       | Treinsoort                            | Route | Bijzonderheden |
| ----------- | ------------------------------------- | --- | --- |
| ICE 31      | InterCityExpress (DB Fernverkehr)     | Hamburg-Altona – Hamburg Dammtor – Hamburg Hbf – Hamburg-Harburg – Bremen Hbf – Osnabrück Hbf – Münster Hbf – Dortmund Hbf – Hagen Hbf – Wuppertal Hbf – Solingen Hbf – Köln Hbf – Bonn Hbf – Koblenz Hbf – Bingen (Rhein) Hbf – Mainz Hbf – Frankfurt (Main) Flughafen Fernbahnhof – Frankfurt (Main) Hbf – Hanau Hbf – Würzburg Hbf – Nürnberg Hbf – Ingolstadt Hbf – München Hbf | Elk uur tussen Hamburg en Frankfurt. Éénmaal per twee uur tussen Frankfurt en Nürnberg. Enkele treinen door tot München.        |
| ICE 42      | InterCityExpress (DB Fernverkehr)     | Münster (Westf) Hbf – Dortmund Hbf – Bochum Hbf – Essen Hbf – Duisburg Hbf – Düsseldorf Hbf – Köln Hbf – Siegburg/Bonn – Montabaur – Limburg Süd – Frankfurt (Main) Flughafen Fernbahnhof – Mannheim Hbf – Stuttgart Hbf – Ulm Hbf – Augsburg Hbf – München-Pasing – München Hbf | Eenmaal per twee uur tussen Dortmund en München.                                                                                |
| ICE 91      | InterCityExpress (DB Fernverkehr)     | [ Hamburg-Altona – Hamburg Dammtor – Hamburg Hbf – Hamburg-Harburg – Hannover Hbf – Kassel-Wilhelmshöhe – Fulda ] / [ [ Hamburg Hbf – Hamburg-Harburg – Bremen Hbf – Osnabrück Hbf – Münster (Westf) Hbf – Dortmund Hbf – Hagen Hbf – Wuppertal Hbf – Solingen Hbf ] / [ Dortmund Hbf – Bochum Hbf – Essen Hbf – Duisburg Hbf – Düsseldorf Hbf ] – Köln Hbf – Bonn Hbf – Koblenz Hbf – Mainz Hbf – Frankfurt (Main) Flughafen Fernbahnhof – Frankfurt (Main) Hbf – Hanau Hbf ] – Würzburg Hbf – Nürnberg Hbf – Regensburg Hbf – Plattling – Passau Hbf – Wels Hbf – Linz Hbf – St. Pölten Hbf – Wien Meidling – Wien Hbf – Flughafen Wien-Schwechat | Rijdt elke twee uur tussen Frankfurt en Wenen. Enkele treinen vanaf Hamburg via Dortmund. Één trein vanaf Hamburg via Hannover. |
| IC/EC 30    | Intercity (DB Fernverkehr)            | [ [ Westerland (Sylt) – Husum ] / [ Hamburg-Altona ] – Hamburg Dammtor ] / [ Ostseebad Binz – Stralsund Hbf – Rostock Hbf – Bützow – Bad Kleinen – Schwerin Hbf ] – Hamburg Hbf – Hamburg-Harburg – Bremen Hbf – Osnabrück Hbf – Münster Hbf – Dortmund Hbf – Bochum Hbf – Essen Hbf – Duisburg Hbf – Düsseldorf Hbf – Köln Hbf – Bonn Hbf – Remagen – Andernach – Koblenz Hbf – Mainz Hbf – Mannheim Hbf – [ Heidelberg Hbf – Vaihingen (Enz) – Stuttgart Hbf ] / [ Karlsruhe Hbf – Baden-Baden – Freiburg (Breisgau) Hbf – Basel Bad Bf – Basel SBB – Zürich Hbf – Sargans – Landquart – Chur ]                                                   | Enkele treinen vanaf Binz en Westerland tot Stuttgart.                                                                          |
| IC 31       | Intercity (DB Fernverkehr)            | [ [ Kiel Hbf – Neumünster ] / [ Hamburg-Altona ] – Hamburg Dammtor ] / [ Fehmarn-Burg – Oldenburg (Holst) – Lübeck Hbf ] – Hamburg Hbf – Hamburg-Harburg – Bremen Hbf – Osnabrück Hbf – Münster Hbf – Dortmund Hbf – Hagen Hbf – Wuppertal Hbf – Solingen Hbf – Köln Hbf – Bonn Hbf – Remagen – Andernach – Koblenz Hbf – Boppard Hbf – Bingen (Rhein) Hbf – Mainz Hbf – Frankfurt (Main) Flughafen Fernbahnhof – Frankfurt (Main) Hbf – Hanau Hbf – Würzburg Hbf – Nürnberg Hbf – Regensburg Hbf – Plattling – Passau Hbf | Twee treinen per dag per richting. 's Zomers één trein vanaf Fehmarn.                                                           |
| 20250 RB 51 | Stoptrein/Regionalbahn (DB Regio NRW) | Dortmund Hbf – Preußen – Lünen Hbf – Coesfeld (Westf) – Gronau (Westf) – Enschede | Westmünsterland-Bahn Dortmund-Lünen 2x per uur, van/naar Enschede en in het weekend 1x per uur                                  |
| RB 50       | Regionalbahn (Eurobahn)               | Münster (Westf) Hbf – Ascheberg (Westf) – Lünen Hbf – Dortmund Hbf | Der Lüner |

## Aansluitingen
In de volgende plaatsen is of was er een aansluiting op de volgende spoorlijnen:
Dortmund Hauptbahnhof
DB 2103, spoorlijn tussen Dortmund en Soest
DB 2106, spoorlijn tussen Dortmund Hauptbahnhof en aansluiting Körne
DB 2125, spoorlijn tussen aansluiting Stockumer Straße en Dortmund Hauptbahnhof
DB 2133, spoorlijn tussen de aansluiting Hansa en Dortmund Hauptbahnhof
DB 2158, spoorlijn tussen Bochum en Dortmund
DB 2190, spoorlijn tussen Bochum en Dortmund
DB 2192, spoorlijn tussen Dortmund Hauptbahnhof en Dortmund-Hörde
DB 2210, spoorlijn tussen Herne en Dortmund
DB 2650, spoorlijn tussen Keulen en Hamm
DB 2801, spoorlijn tussen Hagen en Dortmund
Dortmund-Eving
DB 2111, spoorlijn tussen Dortmund Ost en Dortmund-Eving
Dortmund-Obereving
DB 2101, spoorlijn tussen Dortmund-Eving en Dortmund-Obereving
DB 2102, spoorlijn tussen Dortmund-Obereving en Dortmund-Kirchderne
DB 2104, spoorlijn tussen Dortmund-Obereving en Dortmund-Lindenhorst
DB 2105, spoorlijn tussen Dortmund-Obereving en Fürst Hardenberg
DB 2132, spoorlijn tussen de aansluiting Nette en Dortmund-Scharnhorst
DB 9210, spoorlijn tussen Dortmund Nord en Dortmund-Schüren
Dortmund-Kirchderne
DB 2102, spoorlijn tussen Dortmund-Obereving en Dortmund-Kirchderne
Preußen
DB 2901, spoorlijn tussen Preußen en de aansluiting Horstmar
Lünen Hauptbahnhof
DB 2000, spoorlijn tussen Lünen en Münster
DB 2900, spoorlijn tussen Lünen Süd en Lünen Hauptbahnhof
Dülmen Dmf
DB 2001, spoorlijn tussen Dülmen Dn en Dülmen Dmf
Coesfeld (Westf)
DB 2265, spoorlijn tussen Empel-Rees en Münster
DB 2273, spoorlijn tussen Bottrop Nord en Quakenbrück
Ahaus
DB 9204, spoorlijn tussen Enschede-Zuid en Ahaus
DB 9205, spoorlijn tussen Borken en Burgsteinfurt
Gronau (Westf)
DB 2014, spoorlijn tussen Münster en Glanerbeek

## Elektrificatie
Het traject tussen Dortmund Hbf en Lünen Hbf werd tussen 1967 en 1968 geëlektrificeerd met een wisselspanning van 15.000 volt 16⅔ Hz.